# Mennouveaux
Mennouveaux település Franciaországban, Haute-Marne megyében. Lakosainak száma 65 fő (2022. január 1.). Mennouveaux Ageville, Cuves, Lanques-sur-Rognon, Longchamp, Millières, Ninville és Nogent községekkel határos.

## Népesség
A település népességének változása:
| Lakosok száma | 99   | 66   | 73   | 69   | 69   | 70   | 70   | 71   | 69   | 65   |
|               | 1968 | 1982 | 1990 | 2006 | 2013 | 2015 | 2017 | 2019 | 2020 | 2022 |